# 櫟山
櫟山（英語：Oak Hill）是美國密歇根州馬尼斯蒂縣一個非建制地區，海拔約為200米（656英尺）。根據2010年美國人口普查數據，當地共有569名居民，而其總面積則是1.3平方公里（0.503平方英里）。